# Piero Vettori

Stemma della famiglia Vettori

Piero Vettori (Firenze, 3 luglio 1499 – 8 dicembre 1585) è stato uno scrittore, filologo classico e umanista italiano.

## Biografia
Curò le edizioni di numerosi testi antichi e si occupò di svariate materie, dall'agricoltura alle scienze, dalla retorica alla filosofia morale; ricercò nelle biblioteche fiorentine e italiane i testi per confrontare i codici. Il suo interesse principale rimase, per tutta la vita, lo studio dei testi antichi e specialmente dei testi greci.
Nel 1522 fece un viaggio in Spagna con suo cugino Paolo Vettori, dove raccolse numerose iscrizioni antiche e cercò di interpretarle una volta tornato a Firenze. 
Avversario dei Medici, dopo la sconfitta dei repubblicani e l'instaurazione del ducato nel 1530 si ritirò a San Casciano in Val di Pesa, dove scrisse il Trattato delle lodi et della coltivazione de gli ulivi, importante testo di prosa didascalica. 
Nel 1538 Cosimo I lo richiamò a Firenze e gli offrì la cattedra di greco e latino allo Studio fiorentino, dove insegnò fino al 1583. 
Altre opere sono l'edizione e i commentari Castigationes alle epistole familiari di Cicerone, e le edizioni di altre opere di Varrone, Catone, Eschilo, l'Elettra di Euripide, la tarda edizione delle opere di Sallustio, gli scritti politici e morali di Aristotele, le Vite di Iseo e Dinarco di Dionigi di Alicarnasso.
Suo capolavoro è l'edizione della Poetica di Aristotele. 
Nel 1553 pubblicò i primi 25 libri delle Variarum lectionum, ampliate di altri tredici nel 1569 e ripubblicate integralmente nel 1582. 
Tra le opere dei moderni curò l'intera silloge delle opere di Giovanni della Casa dopo la scomparsa del suo amico.

## Bibliografia

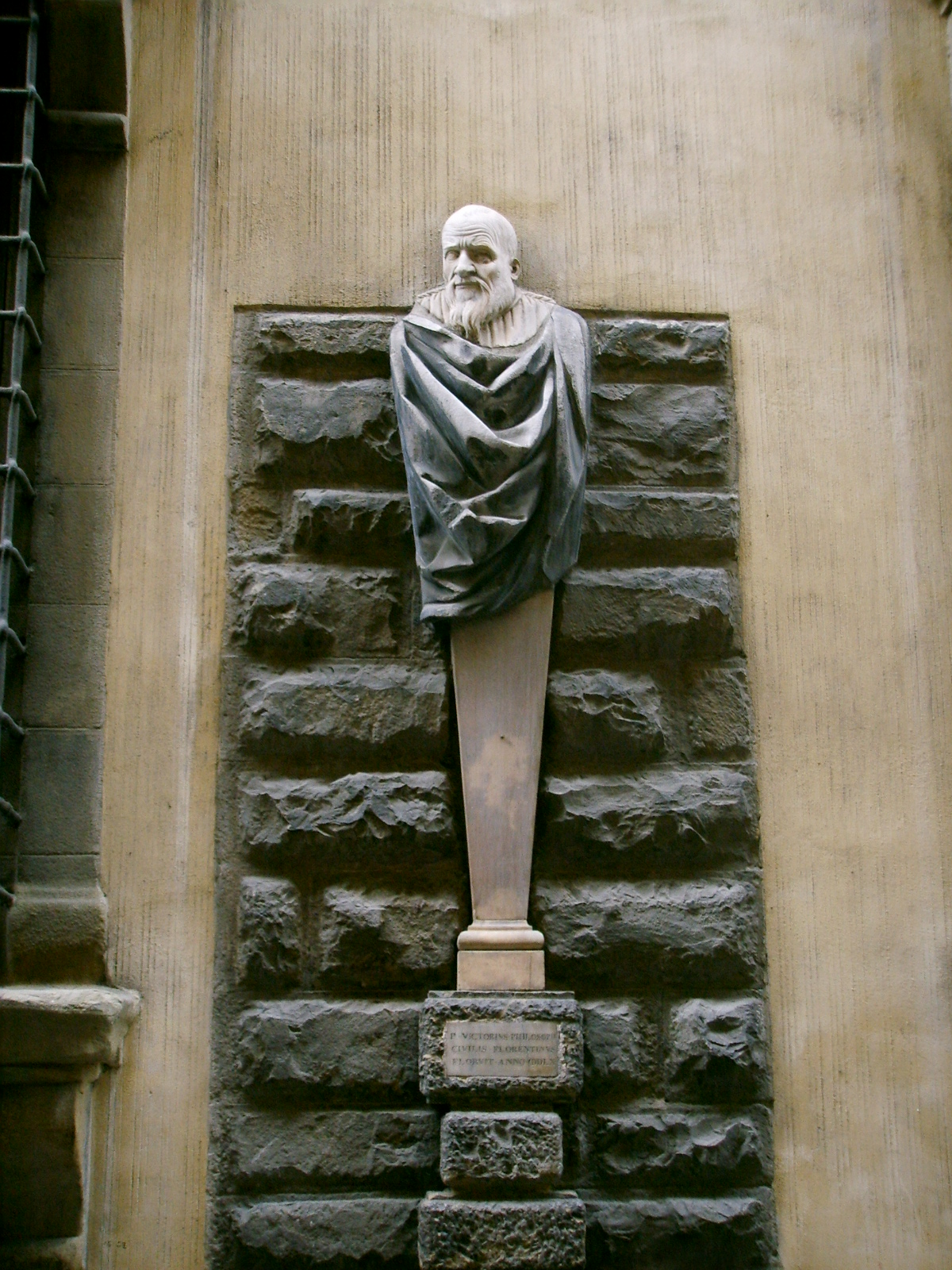
Erma di Pier Vettori sul Palazzo dei Visacci